# Anemometer
Et anemometer er et måleinstrument, som måler vindhastighed. Anemometre bliver særligt anvendt inden for meteorologi og til at finde ud af, om det kan betale sig at opsætte en vindmølle på et givet sted.
Normalt er anemometeret udstyret med en vindfane til at bestemme vindretningen med. I stedet for kopper kan anemometeret være udstyret med propeller. Det er dog ikke almindeligt. Kopanemometeret har en lodret akse og tre kopper, der fanger vinden. Rotationshastigheden og derigennem vindhastigheden bliver registreret elektronisk.
| Naturvidenskab | Spire Denne naturvidenskabsartikel er en spire som bør udbygges. Du er velkommen til at hjælpe Wikipedia ved at udvide den. |